# Chambéry
Chambéry este un oraș în Franța, prefectura departamentului Savoie, în regiunea Ron-Alpi. Orașul a fost construit la intersecția drumurilor dintre Burgundia, Elveția și Italia, și este și în prezent un nod de cale ferată important pe ruta Lyon - Torino. Este situat între râurile Bauges și Chartreuse, având o populație de 55.786 locuitori (1999). În nord se extinde până aproape de malurile lacului Bourget, cel mai mare lac natural din Franța.

## Castelul din Chambéry
Când Contele de Savoia s-a stabilit în aceste locuri, în 1285, castelul era deja fortificat. La începutul secolului al XIV-lea el l-a extins pentru a servi drept reședință, sediu al administrației și ca simbol al puterii Casei de Savoia. Având aspectul unei fortificații capabile să reziste unui asediu, Castelul din Chambéry nu a mai întrunit condițiile pentru o locuință, astfel încât ducele Emanuel Filibert a decis - influențat și de constanta presiune a francezilor - să își mute reședința la Torino. Castelul a rămas doar un centru administrativ până când Christine, Ducesa de Savoia, a readus curtea regală aici, în 1640. În 1786 Victor Amadeus al III-lea a adăugat castelului o Aripă Regală. În timpul domniei lui Napoleon, "Aile du Midi" (Aripa de Sud) a fost reconstruită și redecorată pentru a găzdui prefectura departamentului Mont-Blanc. Reamenajări importante au avut loc după ce Savoia a fost alipită Franței, în 1860. În prezent în acest castel își are sediul Prefectura Savoia.

## Catedrala Saint-François-de-Sales
Când călugării franciscani au plecat în 1777, construcția a fost folosită drept biserică parohială înainte de a deveni catedrală. Înăuntru se afla un artofor (vas în care se ține pâinea sfințită) de email din secolul al XIII-lea, o sculptură în lemn din secolul al XV-lea înfățișând Nașterea lui Iisus și un diptic (bis. tablou din doua panouri) de inspirație bizantină.

## Biserica Notre Dame
Biserica Notre Dame din Chambéry este o biserică în stil baroc, fostă capelă a calugărilor iezuiți (secolul al XVII-lea). Înăuntru se află un altar din marmură și bronz din secolul al XVII-lea și o orgă datând din secolul al XIX-lea.

## Muzeul Savoiei -Le Musée Savoisien
Situat într-o fostă mânăstire franciscană, acest muzeu adăpostește numeroase obiecte valoroase din punct de vedere istoric și artistic. Este unul din obiectivele turistice din Chambery care trebuie vizitate pentru că amintește de istoria Savoiei.

## Muzeul Charmettes
Acest muzeu este casa în care Jean-Jacques Rousseau a stat între 1736 și 1742 cu Doamna de Warens. Este un muzeu dedicat literaturii unde figura lui Rousseau este încă prezentă. Grădinile Charmettes sunt amenajate în stil francez și conțin o mare varietate de plante medicinale, legume și pomi fructiferi specifice secolului al XVIII-lea. Toate acestea amintesc de interesul manifestat de marele scriitor față de botanică.

## Statui
Fântana Elefanților - a fost realizată în 1838 de sculptorul Sappey, originar din Grenoble, pentru a aduce un omagiu generalului de Boigne (1751-1830) care și-a dobândit faima în India. Statuia reprezintă patru elefanți așezați în forma unei cruci de Savoia și care susțin o columnă pe care sta generalul de Boigne.
Sasson - acest monument al sculptorului Falguiere comemorează prima alipire a Savoiei la Franța, în 1792, în timpul Revoluției Franceze. Cuvântul "Sasson" înseamnă "femeie corpolentă" în dialectul local.

## Centrul CongreselorManège
A fost proiectat în 1992 de arhitectul Jean-Jacques Morisseau, pe locul unei foste școli de călărie (de unde, de altfel, îi vine și numele). Zidurile exterioare s-au păstrat, putându-se astfel observa arhitectura militară a secolului al XIX-lea. Adăpostește o sală de lectură de 400 de locuri, 8 săli de conferințe, un centru de expoziții.

## Biblioteca multimedia Jean-Jacques Rousseau
A fost proiectată de Aurelio Gafletti în 1992 și oferă o colecție importantă de carți, CD-uri, reviste ce pot fi consultate atât în sala de lectură cât și în birouri special amenajate.

## Personalități născute aici
- Antipapa Felix al V-lea (1383-1451, conte de Savoia;
- Filip al II-lea (1438-1497), duce de Savoia;
- Charlotte de Savoia (1441-1483), a doua soție a regelui Ludovic al XI-lea al Franței;
- Emanuel Filibert, Duce de Savoia (1528-1580), duce de Savoia;
- Claude François Milliet Dechales (1621-1678), matematician;
- Joseph de Maistre (1753-1821), ambasador la St Petersburg, teoretician al gândirii reacționare;
- Luigi Federico Menabrea (1809-1896), general, om de stat;
- Jacques Guiaud (1810-1876), pictor;
- Pierre Lévêque (1921-2004), istoric, specializat în istoria Greciei antice și elenistice;
- Michel de Certeau (1925-1986), istoric al religiilor, antropolog;
- Alain Girel (1945-2001), ceramist;
- Emmanuel Gaillard (1952-2021), avocat;
- Olivier Giroud (n. 1986), fotbalist.